# 남에게 화산호

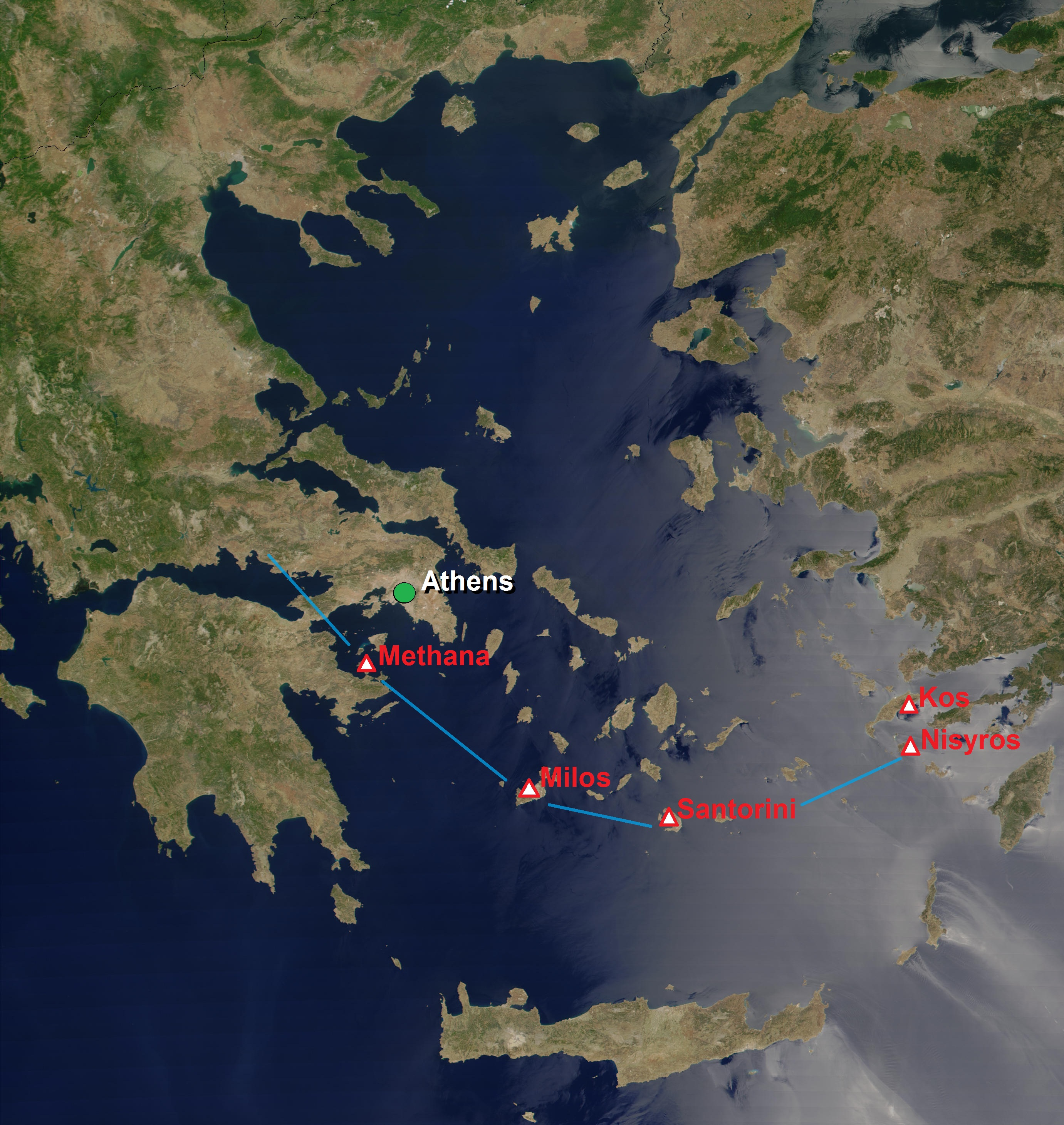
남에게 화산호가 파란 선으로 그러져 있다. 이 화산호를 따라 수십 개의 화산 열점이 있다. 이 중 소수가 빨간 점으로 표시되어 있다.

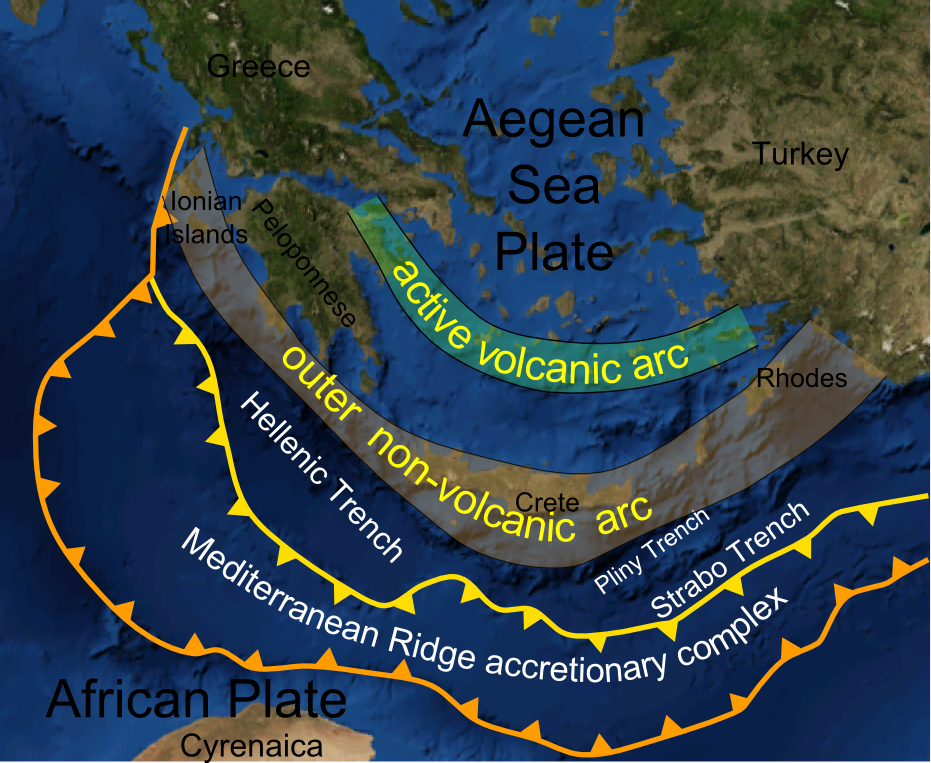
남에게 지역의 지질 구조 지도. 가장 북쪽에 초록색 남에게 화산호가 있으며, 그 남쪽으로 평행하게 크레타섬 지역에 전호가 있다.

남에게 화산호(South Aegean Volcanic Arc, SAVA)는 판 구조론 상의 이동으로 형성된 에게해 남부의 화산호이다. 길이는 약 450 km, 폭 20~40 km의 띠 모양으로 그리스 본토의 코린토스 지협에서부터 튀르키예 보드룸 지역까지 이어져 있다.

## 형성
이 화산호는 아프리카판이 유라시아판 아래로 섭입하여 현재의 북에게해 전역을 덮고 있는 헬레닉호(북에게호)가 형성되는 과정에서 같이 형성되었다. 당시 에게해 지역은 바다도 아니었고, 호도 아니었으며 현대의 이런 화산호도 아니었다. 홀로세 초기부터 아라비아판이 호 후방 지역을 압축하는 압력으로 자극을 받아 배호 확장 과정이 시작되었다. 이 확장 구조는 에게해 지역을 현대의 모습으로 바꿔놓았다. 첫째로 호가 남쪽으로 이동하며 아치형 모양으로 바뀌기 시작했고, 이러며 지각이 얇아지고 약해져 에게해가 호 뒤쪽으로 생성되기 시작했다. 셋째로 마그마가 얇은 지각을 뚫고 화산호로 구성된 두 번째 호를 만들었다. 마지막으로 북쪽의 새로운 단층대를 통해 유라시아판에서 에게해판이 떨어져 나가며 새 판이 만들어졌다.
이 확장 과정은 현재도 진행중이다. 현재 남에게해는 알프스-히말라야 조산대에서 가장 빠르게 지각 변형이 이루어지는 지역이다.

## 화산 활동
남에게 화산호에서 활동하는 활화산은 수사키, 에기나, 메타나, 밀로스섬, 산토리니섬, 콜룸보, 코스섬, 니시로스섬, 얄리섬, 야캬틀라섬 등 역사적으로 활동했던 여러 화산으로 구성되어 있다. 이 중 산토리니(1950년 마지막 활동), 콜룸보, 니시로스(1888년 마지막 활동) 3개 화산이 지난 100년간 분화했거나 화산 활동의 징후를 보였다.
화산호에서 발생한 가장 유명한 화산 분화로는 기원전 제2천년기 산토리니섬에서 발생한 미노스 화산 분화로, 이 분화 때문에 청동기 시대 도시인 아크로티리가 완전 파괴되었고 고고학적 유적이 화산재 아래에 파묻혔다. 이보다는 작은 규모이긴 하지만 1649~1650년경 콜룸보 해저화산에서 화새류와 지진해일이 발생해 인근 산토리니섬에서 70명이 사망한 큰 화산 분화가 발생했다.

## 같이 보기
- 헬레닉호
- 헬레닉 섭입대
- 미노스 화산 분화
- 산토리니섬

## 참고 문헌
- Mountrakis, D. (2005). 〈Tertiary and Quaternary tectonics in Aegean area〉.   G. E. Vougioukalakis; M. Fytikas. 《The South Aegean Active Volcanic Arc: Present Knowledge and Future Perspectives》. Developments in Volcanology 7. Burlington, Vt.: Elsevier Science. ISBN 9780080457574. OCLC 469386658.